# Randy Horton
Pour les articles homonymes, voir Horton.
Ne doit pas être confondu avec Randy Orton.
Kenneth Howard Randolph « Randy » Horton, né le 22 janvier 1945 à Somerset (Bermudes), est un homme politique bermudien. Il est également un ancien joueur de cricket et de football, nommé meilleur joueur de NASL en 1972.
Horton est actuellement président de la Chambre d'assemblée des Bermudes.

## Biographie

### Football
Attaquant au physique impressionnant, Randy Horton étudie en Angleterre jusqu’en 1966. Il excelle tout aussi bien dans le football que dans le cricket et représente son pays au niveau international dans les deux sports. 
Il refuse une offre du club de Huddersfield Town car il ne s’acclimate pas au froid anglais. Il rejoint les États-Unis et obtient ses diplômes au Rutgers College. Le New York Cosmos l’engage alors et il devient l’un des buteurs vedettes de la période creuse de la NASL. Élu meilleur recrue et 2e meilleur buteur du championnat en 1971, il est sacré meilleur joueur l’année suivante avec 9 buts et 4 passes décisives en 13 matches, terminant aussi meilleur buteur. En finale de championnat, il inscrit le premier but de son équipe contre St Louis, après seulement dix minutes de jeu et remporte son premier titre de champion. 
Il totalise 44 buts et 18 passes décisives en 73 matches avec New York. En 1974, Horton retourne jouer aux Bermudes et finit co-meilleur buteur du championnat 1974-75. Sa réussite décroît par la suite lors de ses passages à Washington et à Hartford. Sa carrière est écourtée en raison de blessures répétées.

### Politique
Randy Horton devient membre du parlement le 9 novembre 1998 après une carrière d'enseignant.
Il est nommé ministre sans portefeuille le 8 février 2001 et ministre des Affaires communautaires et du Sport le 1er novembre 2001. Pour son retour au Parlement lors des élections du 24 juillet 2003, il a été nommé au poste de ministre de l'Intérieur, du Travail et de la Sécurité publique dans le cabinet du premier ministre Alex Scott.

### Vie privée
Avec sa femme, Randy Horton créé l'entreprise Horton Limited, société qui commercialise et distribue les gâteaux au rhum noir de Horton dans le monde entier. 
Il fait partie d'une famille sportive : sa sœur Ellen-Kate Horton représente les Bermudes en softball et sa nièce Katura Horton-Perincheif est la première femme noire à participer à une compétition de plongée olympique.

## Palmarès

### Collectif
- 1972 : Champion de NASL

### Individuel
- 1971 : Recrue de l'année en NASL
- 1972 : MVP et meilleur buteur de NASL
- 1975 : co-meilleur buteur du championnat des Bermudes
- 2001 : Nommé aux Hall of Fame du football des États-Unis
- 2004 : Intronisé aux Hall of Fame des sportifs des Bermudes

## Statistiques
Statistiques en NASL :
- 93 matches, 52 buts et 23 passes décisives (127 pts) en saison régulière
- 5 matches, 1 but (2 pts) en play-off